# RMS Oceanic (1899)
O RMS Oceanic foi um navio de passageiros britânico operado pela White Star Line e construído pelos estaleiros da Harland and Wolff em Belfast. Sua construção começou em 1897, sendo lançado ao mar em janeiro de 1899 e realizando sua viagem inaugural em setembro do mesmo ano. O Oceanic foi pensado para finalmente ultrapassar o SS Great Eastern em termos de comprimento, porém ainda não em tonelagem, e continuar a política da White Star de abrir mão de velocidade em favor de interiores luxuosos e confortáveis para os passageiros.
O Oceanic foi o maior navio de passageiros do mundo na época desde sua estreia até o lançamento do RMS Celtic. O navio teve uma carreira relativamente tranquila pela década seguinte, marcada apenas pela colisão contra o SS Kincora em 1901 sob pesada neblina e pelo motim de 35 foguistas em 1905 que procuravam melhores condições de trabalho. A Primeira Guerra Mundial estourou em 1914, com o Oceanic realizando sua última viagem comercial em julho. A embarcação foi adquirida pelo Almirantado Britânico e convertida em um cruzador auxiliar.
A Marinha Real Britânica tinha pouca experiência no manejo de navios tão grandes como o Oceanic, com embarcação acabando por encalhar nas rochas da ilha de Foula em 8 de setembro de 1914. Os tripulantes foram evacuados para outro navio, com todas as tentativas subsequentes de rebocá-lo falhando. O Oceanic permaneceu encalhado e deteriorando no local até 1924, quando toda a superestrutura acima da linha d'água foi desmontada. O restante do casco foi deixado nas rochas e desmontado apenas em 1979, mais de seis décadas depois do acidente.